# Флавий Аэций
Фла́вий Аэ́ций (лат. Flavius Aetius; умер 21 сентября 454) — полководец Западной Римской империи, трёхкратный консул (432, 437 и 446 гг.), удостоившийся от историков эпитета «последний из римлян».
Готский историк Иордан так отметил заслуги римского полководца Флавия Аэция в сложный период для империи, атакованной в 1-й половине V века с разных сторон германцами и гуннами:
«Выносливый в воинских трудах, особенно [удачно] родился он для Римской империи». Аэций возглавил армию империи в 429 году, 19 лет спустя после того, как столица мира Рим впервые за 8 веков была разграблена вестготами Алариха. На протяжении 25 лет Аэций удачно отбивал ограниченными силами набеги варваров на владения Западной Римской империи, выступая в роли не столько военачальника, сколько фактического руководителя империи при слабом императоре Валентиниане. Аэций наиболее известен в историографии своей победой над Аттилой в битве на Каталаунских полях в 451 году.
В 454 году император Валентиниан III убил своего лучшего полководца и дипломата Аэция, а уже в следующем году Рим был разграблен вандалами. Ещё через 21 год  пала и сама Западная Римская империя.

## Биография

### Ранние годы

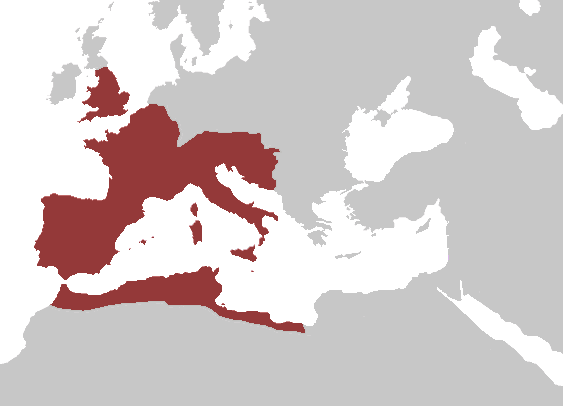
Западная Римская империя в 395 г.

Флавий Аэций родился в 390-х годах в Дуросторе (Durostorum, современная болгарская Силистра), городе на нижнем Дунае. Его отцом был магистр конницы Гауденций, представитель местного знатного рода, мать была из знатной богатой семьи из Италии.
Семья Гауденция пользовалась влиянием в Риме, его сына Аэция мальчиком взяли в телохранители к римскому императору Гонорию. Когда в 408 году Гонорий казнил своего главнокомандующего войсками Стилихона, то вождь вестготов Аларих потребовал от императора заключить мирное соглашение, для чего римляне должны были выплатить дань и обменяться с вестготами знатными заложниками. Одним из них должен был стать Флавий Аэций, который к этому времени уже провёл в заложниках три года сначала у вестготов, а потом у гуннов.
Впоследствии Аэций женился на дочери некоего знатного гота Карпилиона, имел от неё сына Карпилиона и достиг поста начальника императорской гвардии (comes domesticorum). В 423 году скончался император Гонорий. Власть в Равенне (столице Римской империи) захватил при поддержке полководца Кастина начальник канцелярии Иоанн, который назначил Аэция смотрителем своего дворца (cura palatii).
Григорий Турский, цитируя труды историка Рената Фригерида (его сочинение не сохранилось), так охарактеризовал внешность и характер Аэция:

«Он был среднего роста, крепок, хорошего сложения, то есть не хилый и не тучный; бодрый, полный сил, стремительный всадник, искусный стрелок из лука, неутомимый в метании копья, весьма способный воин и прославлен в искусстве заключать мир. В нём не было ни капли жадности, ни малейшей алчности, от природы был добрым, не позволял дурным советчикам уводить себя от намеченного решения; терпеливо сносил обиды, был трудолюбив, не боялся опасностей и очень легко переносил голод, жажду и бессонные ночи».

### Борьба за власть (425—432 годы)
Восточная Римская империя (Византия) не признала узурпатора Иоанна. В 424 году император Феодосий II послал в Италию войско, чтобы отдать римский трон своему двоюродному брату Валентиниану. Об участии Аэция в событиях рассказал Григорий Турский с ссылкой на утраченный труд Рената Фригерида:

«Иоанн, побуждаемый этим, послал Аэция, который в то время был смотрителем дворца, с большим грузом золота к гуннам, известным Аэцию ещё с того времени, когда он был у них заложником, и связанным с ним тесной дружбой, и приказал ему: как только вражеские отряды вторгнутся в Италию, он должен напасть на них с тыла, тогда как сам Иоанн ударит им в лоб»

Аэций вернулся с 60-тысячным войском гуннов и участвовал в сражении против Аспара, византийского военачальника. Однако появление Аэция запоздало, Иоанн уже потерпел поражение и был казнён за 3 дня до возвращения Аэция.
23 октября 425 года 7-летнего Валентиниана провозгласили в Риме императором, фактически же стала править в качестве регента его мать Галла Плацидия. Аэций признал власть Плацидии, гунны с богатыми дарами были отосланы домой, а сам Аэций получил пост командующего армией в Галлии (comes et magister militum per Gallias).
Победами в Галлии Аэций укрепил своё положение. В 426 он отбросил вестготов от Арелата, в 428 отбил у франков короля Хлодиона часть земель вдоль Рейна, в 430 разбил ютунгов в Реции, в 431 разбил кельтское племя нориков в Норике. В 429 году Аэций получил высший военный титул magister militum (главнокомандующего войсками), после чего в следующем году выступил против прежнего обладателя этого титула Флавия Феликса. По хронике Проспера Аэций казнил соперника, обвинив его в заговоре.
Опасаясь чрезмерного усиления Аэция, Галла Плацидия пыталась противопоставить ему другого полководца, наместника в Северной Африке Бонифация. О борьбе между двумя военачальниками за влияние на Плацидию подробно рассказал Прокопий Кесарийский. В 432 году, потерпев поражение от вандалов, Бонифаций по вызову Плацидии появляется в Италии, где между ним и Аэцием разгорелась настоящая война («ingens bellum»). В сражении Бонифаций получил смертельную рану и скончался спустя 3 месяца Однако сражение было выиграно войсками Бонифация, и Аэций удалился к себе в поместье, где на него было совершено покушение неназванными врагами. Тогда Аэций бежал к гуннам в Паннонию, и при их поддержке смог вернуть себе пост главнокомандующего имперской армией, изгнав с этого поста зятя Бонифация Себастиана.
С 432 года и до самой смерти в 454 году Аэций фактически осуществлял внешнюю политику Западной Римской империи при императоре Валентиниане, который по отзыву Прокопия не интересовался государственными делами, предпочитая предаваться «всяческим порокам».
В 432 году Аэций вторично женился на вдове Бонифация, вандалке Пелагее, от которой имел сына Гауденция.

### На службе империи (433—450 годы)

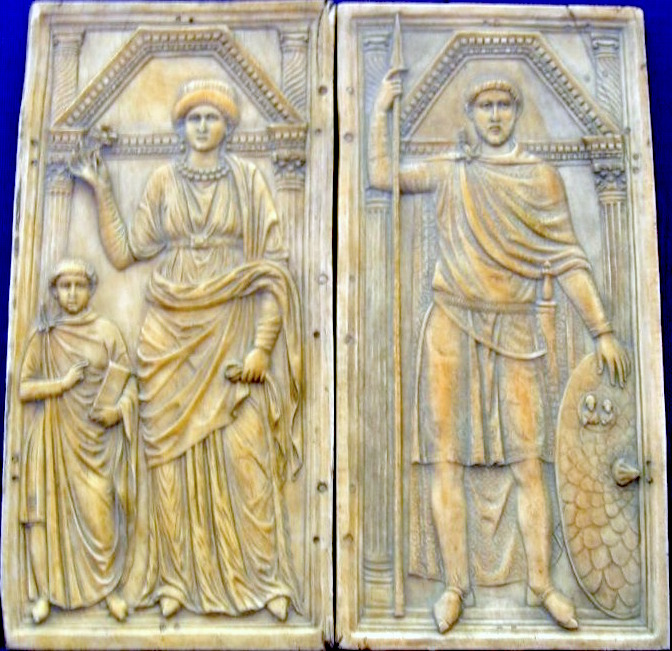
Диптих собора Монцы, который, возможно, был построен во время первого консульства Аэция. Также может изображать Стилихона.

5 сентября 435 года Аэций удостоился высшего аристократического титула патриция, соединившись таким образом с родовитой римской знатью. Западная Римская империя в эти годы теряла отдалённые провинции под напором германцев. В 429 году в Северной Африке, переправившись из Испании, высадились вандалы. После ряда поражений римляне по мирному договору 435 года признали захват последними восточной Нумидии, однако в нарушение соглашения Гейзерих захватил в 439 году и Карфаген, основав с этого года королевство вандалов и аланов. Аэций не имел сил для отпора вандалам, так как направил все усилия на удержание римских территорий в Галлии.
В 436 году Аэций разбил бургундов на Рейне, принудив их к принятию римских условий мира. В следующем году, возможно, по его просьбе, гунны нанесли сокрушительный удар по королевству бургундов, перебив 20 000 из них и согнав остальных вглубь Галлии, где Аэций в 443 году отвёл им землю на средней Роне (в области современной границы Франции и Швейцарии).
В 435—437 годах центральные районы Галлии сотрясло восстание багаудов и рабов. Восстание подавлено только после поимки вождя восставших Тибато.
Наиболее грозным врагом римлян в Галлии стало Аквитанское королевство вестготов на западе Галлии. Король Теодорих I осаждал в 436 году Нарбон, но с помощью гуннских отрядов военачальник Аэция Литорий снял осаду. В следующем году Литорий снова сражался с вестготами и попал в плен, где скончался. В результате дипломатических усилий Аэция с вестготами удалось заключить мир, благодаря чему новый военачальник Аэция в Галлии Астурий был послан в испанскую провинцию Тарракона для подавления там восстания багаудов.
Укрепившийся в Африке король вандалов Гейзерих начал совершать морские набеги по всему Средиземноморью. Высадившись в 440 году на Сицилии, он создал угрозу югу Италии. Аэций отправил против Гейзериха войско из Испании во главе с Себастьяном, которого за 8 лет до того изгнал с поста главнокомандующего римскими силами. Гейзерих покинул Сицилию, однако Себастьян перешёл на сторону вандалов.
Главной целью Аэция стала защита собственно Италии от волны переселений варварских племён. Когда жители Британии, которую в 407 году покинули последние римские легионы, обратились к нему в конце 440-х годов с просьбой о помощи против разорительных набегов диких пиктов и скоттов, Аэций отказал им.

### Войны с гуннами (451—452 годы)

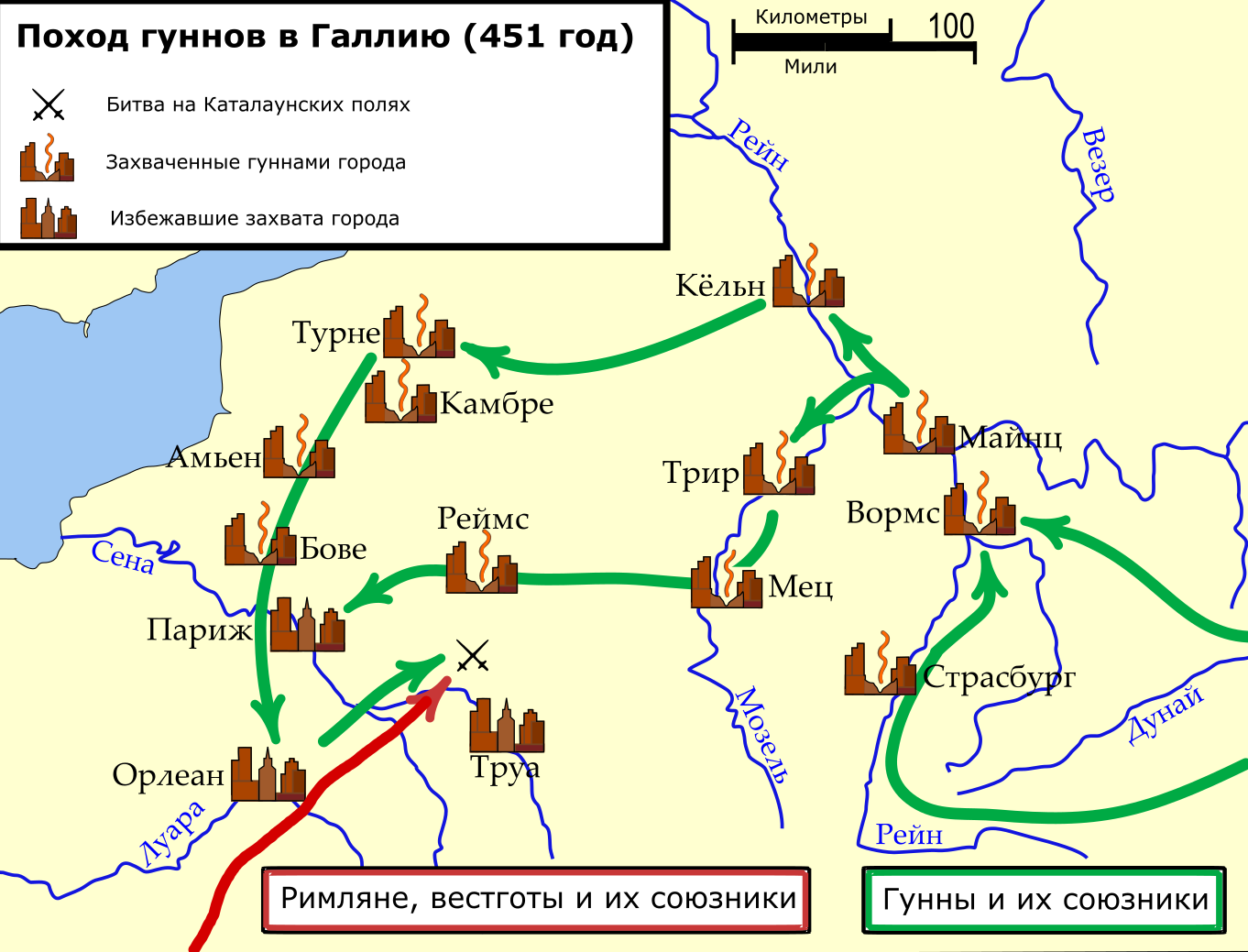
Поход гуннов в Галлию (451 год)

В 440-е годы гунны вели большие войны на территории Восточной Римской империи (Византии), но Аэцию успешной дипломатией, частичными уступками земель в Паннонии и щедрыми подарками удавалось удерживать их от набегов на Италию. Он посылает Аттиле грамотного секретаря Константия, а после его казни — другого секретаря, отправляет вождю гуннов сына Карпилиона в качестве заложника, а в ответ сам получает подарки от Аттилы.
Однако все равно в 451 году Аттила решил атаковать Галлию. Перед лицом общего врага Аэций сумел создать коалицию с бывшим противником, королём вестготов Теодорихом I, и привлечь к войне против гуннов ряд варварских племён. В грандиозном сражении на Каталаунских полях Аттила если и не потерпел разгром, то понёс настолько тяжёлые потери, что был вынужден отступить из Галлии. По мнению Приска Панийского в изложении Иордана, Аэций имел возможность добить ослабленного Аттилу, который в окружении уже приготовился к ритуальному самоубийству, но посчитал более выгодным сохранить (разгромленных, по его мнению) гуннов в качестве противовеса усилившимся везеготам. Тем не менее, исход генерального сражения прославил полководца Аэция в поздней историографии как победителя Аттилы и спасителя христианской Европы.
В результате ошибочного решения Аэция Аттила, восстановив силы, в 452 году напал на северную Италию с востока. Пожертвовав территорией страны к северу от реки По, Аэций не допустил прорыва гуннов вглубь Апеннинского полуострова. Византийские войска пришли на помощь Риму, и гунны, на которых также свалилась эпидемия чумы, покинули Италию. Католическая историография, начиная с Проспера Аквитанского, приписывает заслугу в уходе гуннов переговорам римского папы Льва I с Аттилой. Одновременно секретарь папы Льва I Великого Проспер оставил резко негативный отзыв о командовании Аэция в этот год:

«После того как Аттила справился с потерями, понесёнными в Галлии, он решился атаковать Италию через Паннонию. Наш генерал [Аэций] не предпринял никаких мер, которые он осуществил в первой войне, даже не защитил проходы в Альпах, где враг мог быть остановлен. Пожалуй, он был занят только одной надеждой — бежать из Италии вместе с императором. Но поскольку это казалось настолько постыдным и опасным, то чувство чести преодолело страх».

В следующем году Аттила скончался, а ещё через год император Валентиниан собственноручно убил «последнего из римлян», полководца Аэция.

### Гибель Аэция (454 год)
В 453 году Аэций помолвил своего сына Гауденция c дочерью императора Валентиниана Плацидией. Возможно, предстоящее родство с императорской семьёй ускорило падение полководца. По словам Прокопия, Валентиниан решил устранить прославленного военачальника «только потому, что Аэций обладал силой и доблестью, а не на каком-либо другом основании».
Прокопий и Иоанн Антиохийский, видимо, на основании единого источника передали следующую версию убийства Аэция. Римский сенатор Петроний Максим был унижен и оскорблён императором Валентинианом, который обманом завлёк во дворец и изнасиловал его жену.
Опасаясь верного Валентиниану Аэция, Максим в качестве первого шага к отмщению решил устранить его. С помощью доверенного евнуха императора Ираклия Максим постарался убедить Валентиниана в подготовке Аэцием переворота.
Подозрительный император вызвал 21 сентября 454 года полководца во дворец для доклада о сборе налогов, а затем неожиданно напал на него с мечом в руках. Согласно легенде, после того, как Валентиниан с помощью Ираклия зарубил Аэция, он спросил у одного человека: «Не правда ли, смерть Аэция прекрасно исполнена?» Тот ответил: «Прекрасно или нет, я не знаю. Но я знаю, что вы левой рукой отрубили себе правую.»
Историки после V века, увидевшие распад Западной Римской империи всего спустя 2 десятилетия после смерти Аэция, высоко оценили роль и заслуги Аэция в деле сохранения империи. Павел Диакон выразил это такими словами:

«Так погиб Аэций, воинственнейший муж и некогда ужас могущественного короля Аттилы, а вместе с ним пала и Западная империя, и благо государства, и их уже более не удалось восстановить».

## Флавий Аэций в искусстве
- Роман польского писателя Теодора Парницкого «Аэций — последний римлянин» (1937).

Художественное кино
- Роль Аэция в американском телесериале «Аттила-завоеватель» исполняет актёр Пауэрс Бут
- Роль Аэция во французско-итальянском фильме «Аттила завоеватель» 1954 года исполнил Анри Видаль

Документальное кино
- Тайны древности. Варвары. Часть 3. Гунны (США; 2003).

Опера
- Под именем Эцио (Ezio) участвует в операх Порпоры («Аэций»), Глюка («Аэций») и Верди («Аттила»).